# Norrköpings konstmuseum
Norrköpings konstmuseum (pol. Muzeum Sztuki w Norrköping) – galeria sztuki znajdująca się w Norrköping przy Kristinaplatsen. Została założona w 1913 roku. Posiada znaczącą kolekcję szwedzkiej sztuki współczesnej oraz jeden z największych w Szwecji zbiorów grafiki.

## Historia
Historia zbiorów Muzeum Sztuki w Norrköping zaczęła się na przełomie XIX i XX wieku, kiedy miejscowy producent snusu i jednocześnie miłośnik i kolekcjoner sztuki, Pehr Swartz zakupił zbiory Segerstéenska samlingen, na które składało się około 500 dzieł sztuki i podarował je stowarzyszeniu Norrköpings Konstförening. Ono z kolei w 1913 roku podarowało otrzymane zbiory miastu Norrköping. Kolekcja, obejmująca kilkaset dzieł sztuki, była początkowo wystawiana w prywatnej posiadłości Swartza, Villa Swartz, gdzie mieściła się również biblioteka miejska.
W 1946 roku muzeum przeniosło się do swojej obecnej siedziby przy Kristinaplatsen, zaprojektowanej przez Kurta von Schmalensee, architekta miejskiego Norrköping w latach 1929–1961. Uroczystego otwarcia placówki dokonał 27 września następca tronu, książę Gustaw Adolf. Ówczesny dyrektor muzeum, Aron Borelius zakupił wówczas dużą liczbę prac szwedzkich modernistów, takich jak: Gösta Adrian-Nilsson, Isaac Grünewald, Sigrid Hjertén i Siri Derkert.

## Budynek
Von Schmalensee zaprojektował budynek nowoczesny i funkcjonalny, z pomieszczeniami przeznaczonymi do ekspozycji dzieł sztuki oraz do urządzania wystaw okresowych. Światło dzienne przenika do wnętrza przez rząd okien zbudowanych nad podstawą dachu, a następnie rozprasza się równomiernie poprzez sufit zbudowany z matowego szkła. Światło dzienne uzupełnia oświetlenie elektryczne. W 1964 roku von Schmalensee zaprojektował dobudówkę z salą wykładową, zwaną Harlequin, funkcjonującą również jako kino. Muzeum stało się w pełni galerią sztuki, gdy w 1981 roku przeniesiono zbiory historyczne do nowych pomieszczeń na terenie Industrilandskapet. W 1997 roku odnowiono budynek muzeum, instalując w nim między innymi system klimatyzacyjny służący zabezpieczeniu zbiorów.

## Zbiory
Główną część zbiorów stanowi sztuka szwedzka XX wieku, ale są w nich również dzieła sztuki powstałe w okresie od XVII do XVIII wieku. Oprócz malarstwa w zbiorach reprezentowana jest rzeźba, fotografia, grafika, rzemiosło artystyczne, instalacja i sztuka wideo. Zbiory muzealne są skatalogowane w komputerowej bazie danych. Od 1997 roku ekspozycja w muzealnych galeriach prezentowana jest tematycznie: Człowiek, Miasto i kraj, Geometria i Portret. 

### Obrazy olejne
Kolekcja obejmuje około 1 500 obrazów. Znaczną jej część stanowią modernistyczne prace takich artystów jak Gösta Adrian-Nilsson, Isaac Grünewald, Sigrid Hjertén i Vera Nilsson. Kolejna istotna część kolekcji to różne formy sztuki abstrakcyjnej (w tym dzieła Otto G. Carlsunda), a także twórczość współczesnych kobiet-artystek. W salach wystawowych prezentowana jest jedynie niewielka część zbiorów, reszta przechowywana jest w magazynach.
Muzealne zbiory powiększały się dzięki darowiznom, między innymi prawnika Matsa Nordströma z 1970 roku oraz Carla Johana Bolandera z 2016 roku (prace Oli Billgrena, Leny Cronqvist, Petera Tillberga i Hansa Wigerta).

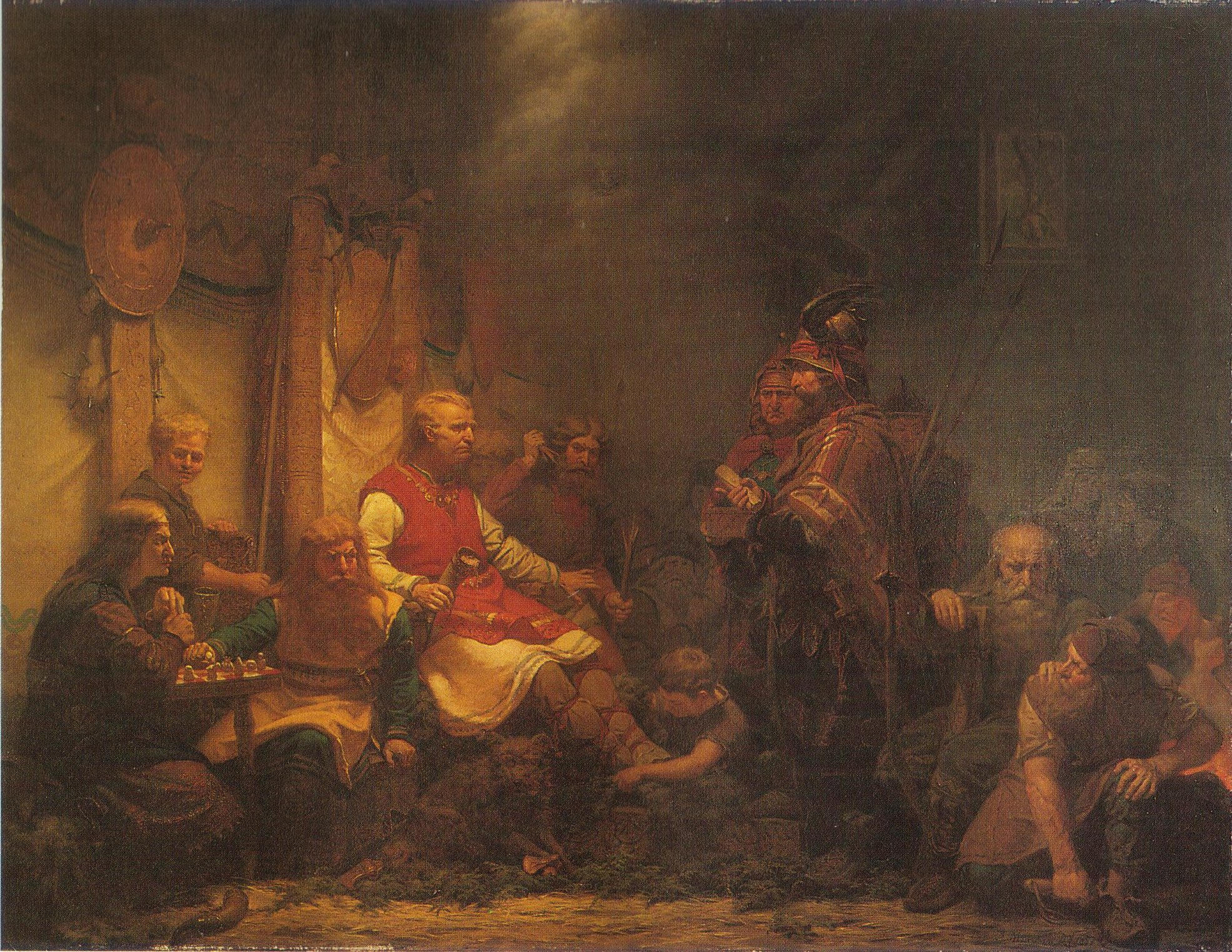
August Malmström, Wysłannik króla Elli przed synami Ragnara Ladbroka, 1857
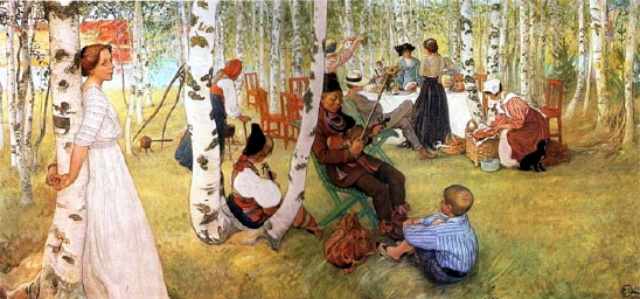
Carl Larsson, Śniadanie na wolnym powietrzu, 1910
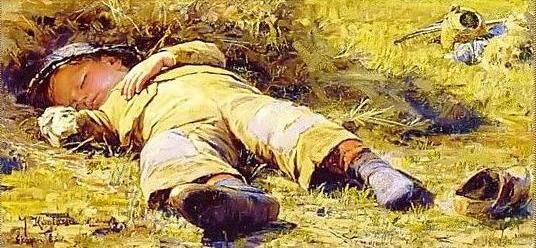
Johan Krouthén, Śpiący chłopczyk, 1883
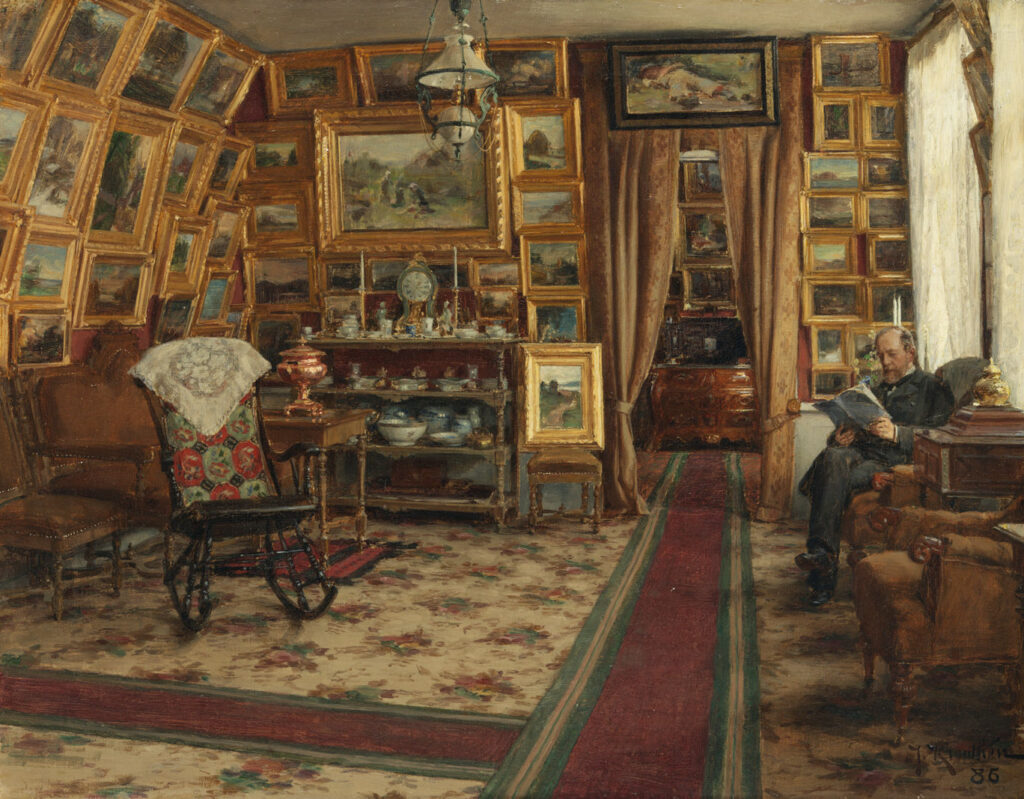
Johan Krouthén, Bibliotekarz diecezjalny Segerstéen w swoim domu, 1886

### Grafika
W posiadaniu muzeum jest jeden z największych w Szwecji zbiorów grafiki, liczący około 30 000 pozycji. Zbiory obejmują szwedzką oraz światową grafikę począwszy od XV wieku do dziś. Reprezentowane są tu prace takich artystów jak: Albrecht Dürer, Rembrandt, Francisco Goya, Jacques Callot i William Hogarth, natomiast spośród szwedzkich: Stig Borglind, Axel Fridell i Bertil Bull Hedlund. W zbiorach muzeum znajduje się również archiwum artystów, obejmujące korespondencję, artykuły i katalogi. Podstawa archiwum stał się dar Margarety Carlsund z 1968 roku.

### Rzeźba
Park rzeźby przy Muzeum Sztuki został zainaugurowany w 1960 roku. Powstał on dzięki donacji przedsiębiorcy budowlanego Sture Gillgårda. W parku znajduje się 15 rzeźb z okresu od początku XX wieku do współczesności. Park w sezonie letnim wykorzystywany jest do organizowania różnych imprez, w tym kulturalnych.

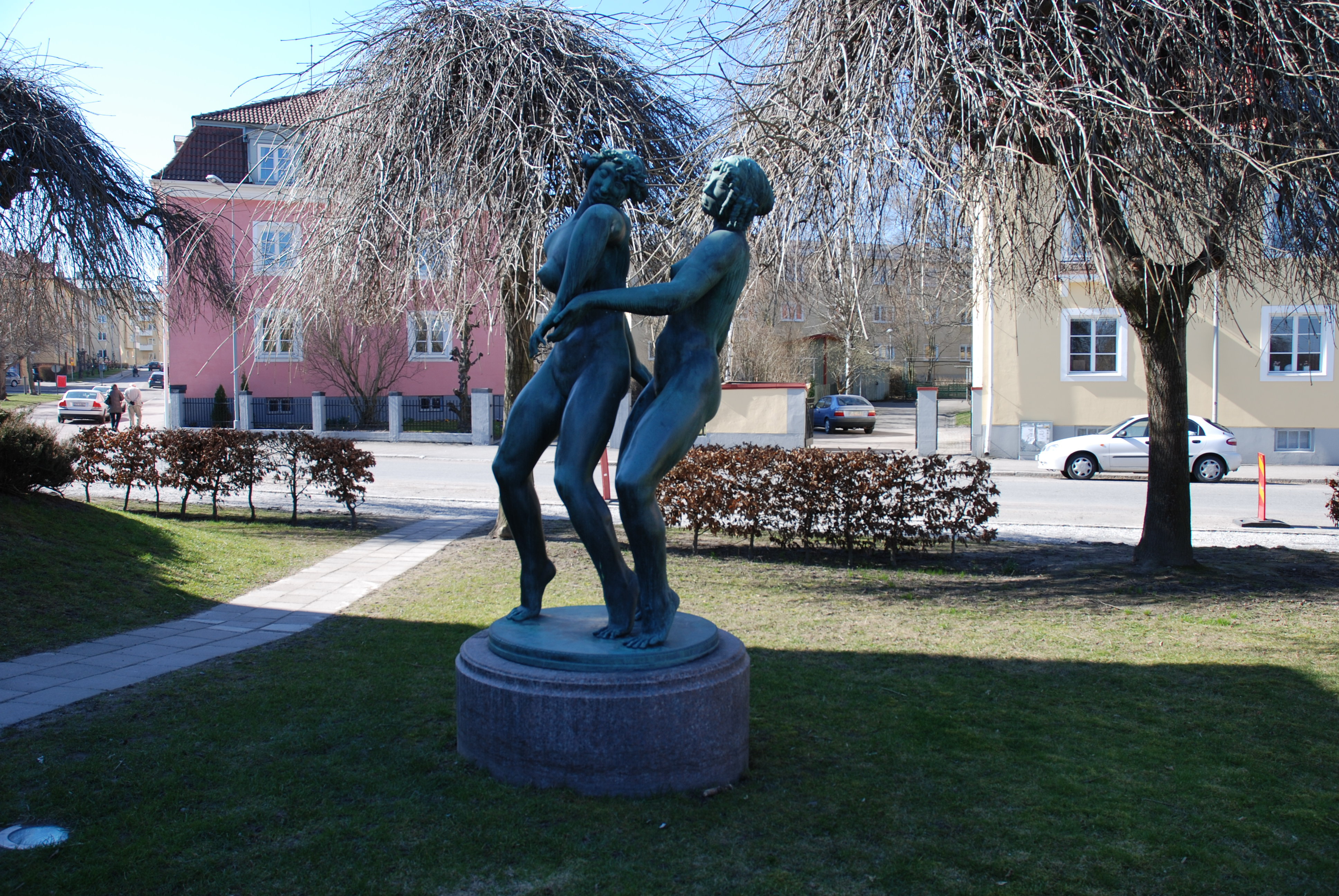
Carl Milles, Tancerki, 1919 (brąz)
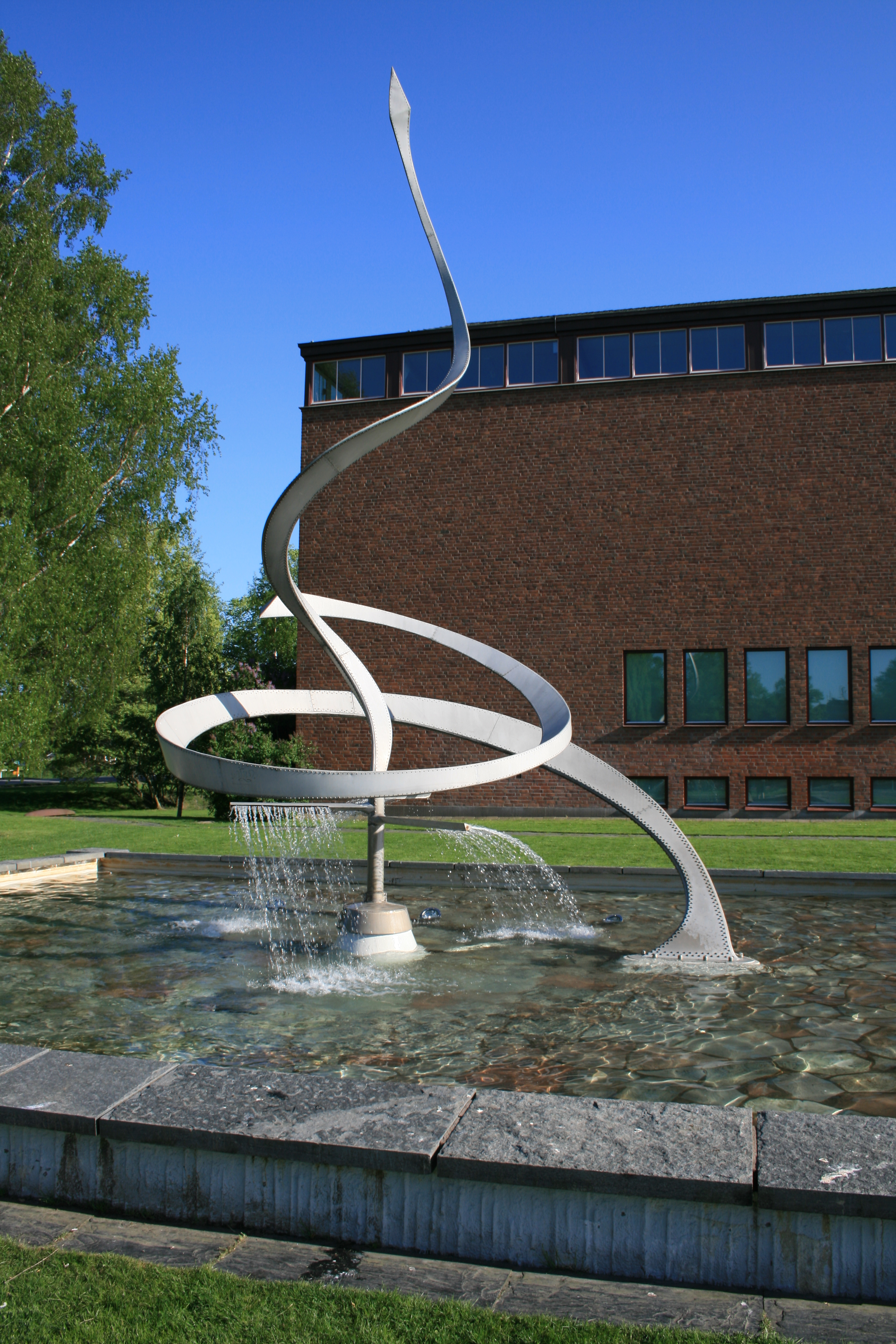
Arne Jones, Ruch spiralny, 1954 (nitowana blacha aluminiowa). Ruchoma rzeźba-fontanna na dziedzińcu przed muzeum
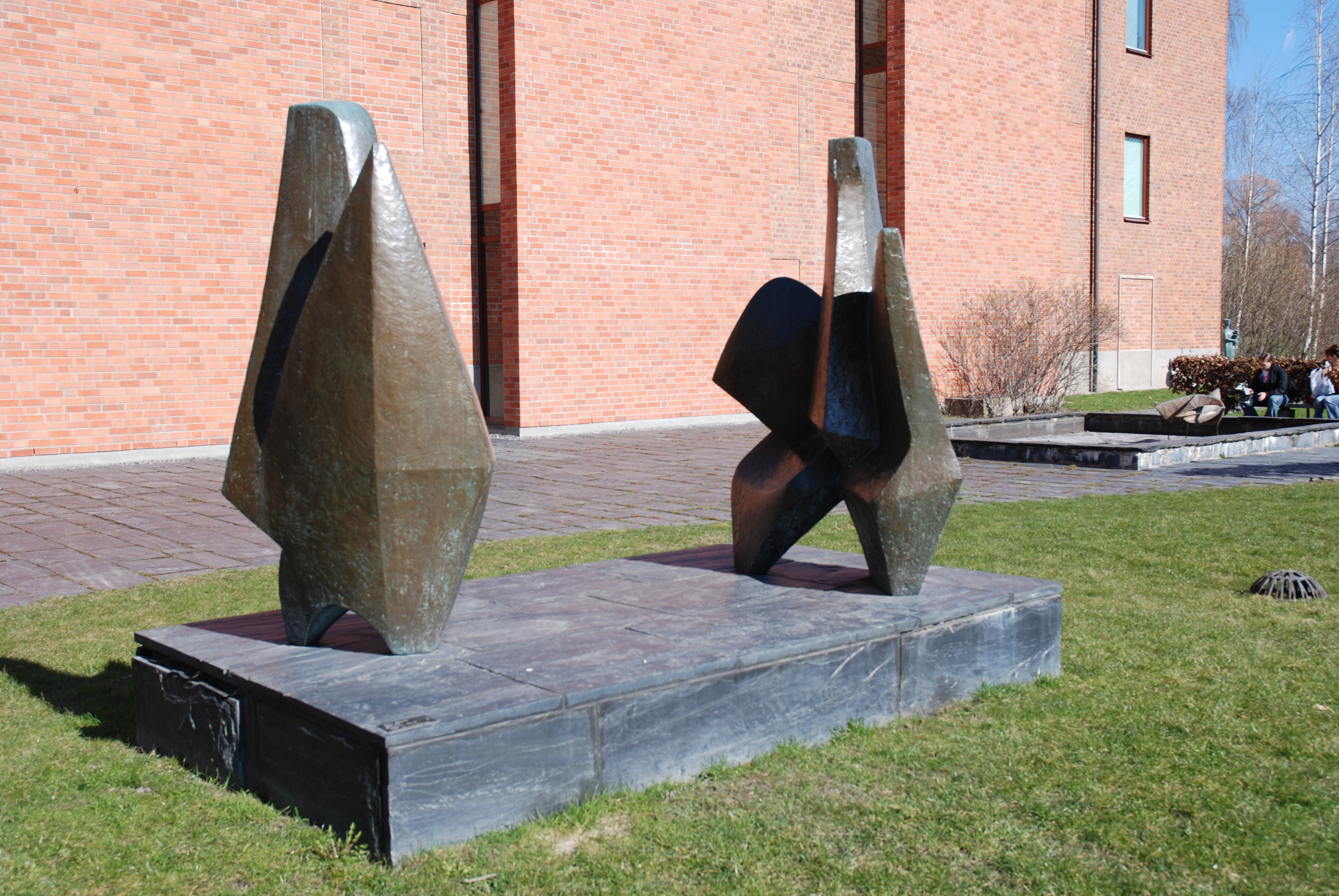
Eric Grate, Aklejaderna, 1959–1960 (brąz)
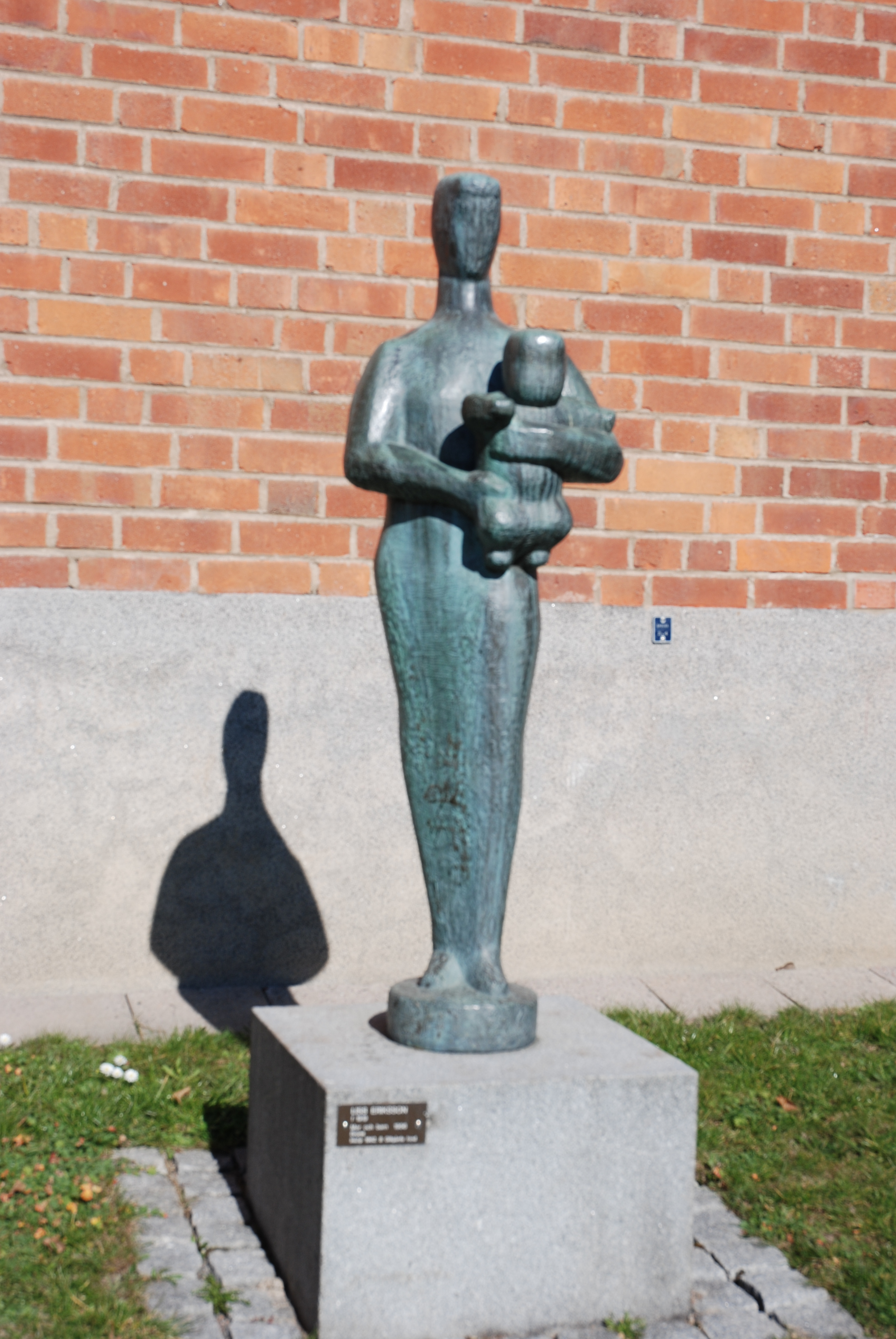
Liss Eriksson, Matka i dziecko, 1956 (brąz)
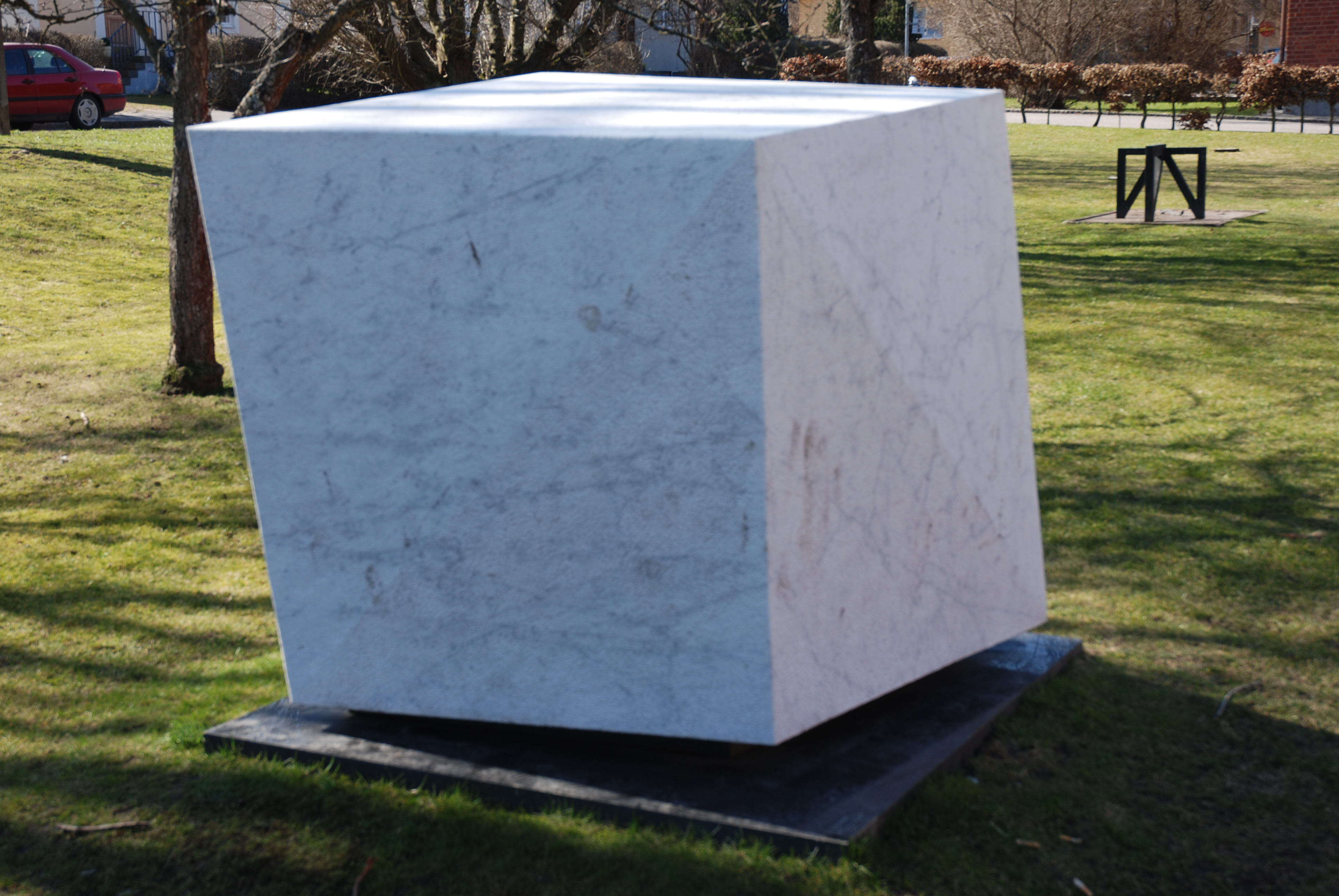
Gert Marcus, Cubo centrifugo-centripeto, 1987 (marmur karraryjski)